# Adamo Puccini
Adamo Puccini (Fucecchio, 10 settembre 1944 – Empoli, 21 dicembre 2023) è stato un dirigente sportivo, allenatore di calcio e calciatore italiano, di ruolo difensore.

## Carriera
Dopo gli esordi nei campionati regionali liguri con la Sestrese, ha disputato due campionati di Serie C con la maglia del Como.
Nella stagione 1965-1966 ha giocato 9 partite in Serie A con il Catania esordendo contro la  Fiorentina, e l'anno successivo ha disputato con gli etnei altre due gare in Serie B. Nel 1967 si è trasferito al Taranto, raggiungendo la promozione in Serie B al termine della stagione 1968-1969 e giocando altre 5 gare tra i cadetti l'anno seguente.
A partire dagli anni '80 ha ricoperto diversi incarichi nella dirigenza del Cuoiopelli, di cui è stato anche allenatore in parte della stagione 2010-2011.